# Antímeros
Antímeros (Antimoerus, Ἀντίμοιρος) fou un poeta sofista nascut a Mende (Tràcia) esmentat entre els deixebles de Protàgores.